# 이오아니스 게오르기아디스

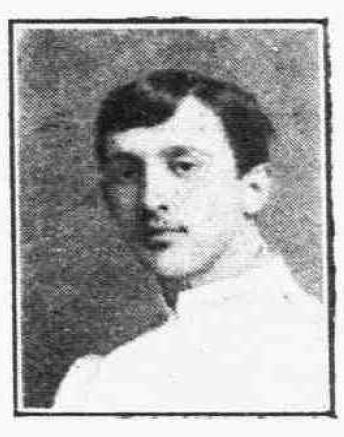

이오아니스 게오르기아디스(그리스어: Ιωάννης Γεωργιάδης, 1876년 4월 24일 ~ 1960년 4월 20일)는 그리스의 펜싱 선수이다. 그는 아테네에서 열린 1896년 하계 올림픽과 1906년 중간 올림픽에, 파리에서 열린 1924년 하계 올림픽에 참가했다.
1876년에는 사브르 종목에 출전했다. 5명의 선수가 리그형식으로 경기를 치렀으며 텔레마코스 카라칼로스, 올게르 루이스 닐센, 아돌프 슈말, 게오르기오스 이아트리디스를 모두 이겨서 1위에 올랐다.
게오르기오스는 훗날 아테네 대학교의 의학부의 독물학과 법의학 교수가 되었다.